# Sichelschnittplan
Sichelschnittplan (engl. sickle cut) ist die von Winston Churchill geprägte Bezeichnung für den Angriffsplan der deutschen Wehrmacht im Frankreichfeldzug des Frühjahrs 1940. Der Plan war, laut gängiger Meinung, maßgeblich von General Erich von Manstein entworfen worden und führte zur Einkesselung der alliierten Truppen in Flandern, zur unerwartet raschen Niederlage Frankreichs und zur Entstehung der Blitzkrieg-Legende.

## Entstehung des Plans

### Ursprüngliche Planung für den Frankreichfeldzug

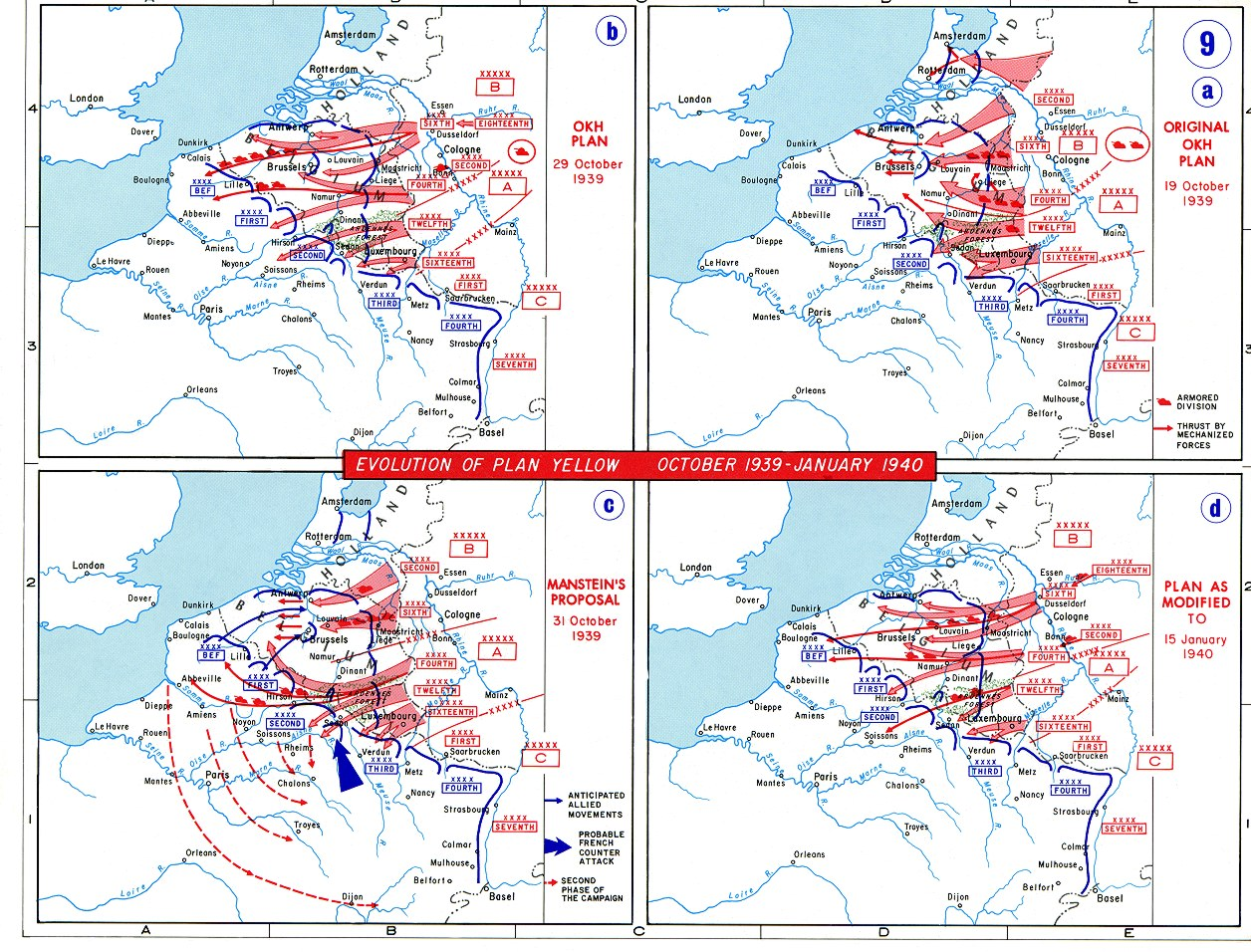
Die Entwicklung des Sichelschnitts

Ursprünglich plante das Oberkommando des Heeres eine Operation, die dem Schlieffen-Plan des Ersten Weltkrieges ähnlich war. Der Plan verfolgte das Ziel, den Alliierten mittels eines schnellen Angriffs durch Belgien in die Flanke zu fallen. Dabei sollten die gegnerischen Heere getrennt und zurückgetrieben, jedoch nicht vollständig vernichtet werden.
Generalleutnant Erich von Manstein, zu jener Zeit Chef des Stabes der Heeresgruppe A, bezeichnete den vom Oberkommando des Heeres vorgeschlagenen Operationsplan, nämlich mit Schwerpunkt im Norden bei der Heeresgruppe B anzugreifen, als ungeeignet, die endgültige Entscheidung auf dem Festland zu erzwingen. Es handele sich lediglich um eine Neuauflage des bereits im Ersten Weltkrieg gescheiterten Schlieffen-Plans, also genau das, womit die Franzosen rechnen müssten. Das Deutsche Reich war jedoch aufgrund seiner Ressourcenknappheit auf eine schnelle strategische Entscheidung angewiesen. Deshalb musste der zurückweichende Gegner noch vor Erreichen der Somme abgeschnitten werden.

### Mansteins Alternativvorschlag
Von Manstein entwarf den „Neuen Plan“, wobei er durch den Oberbefehlshaber der Heeresgruppe Gerd von Rundstedt voll unterstützt wurde. Er forderte, den Schwerpunkt von der Heeresgruppe B im Norden zur Heeresgruppe A im Süden zu verlagern und mit starken Panzerkräften durch das unwegsame Gelände der – noch dazu auf wenige Straßen begrenzten – Ardennen auf den Unterlauf der Somme vorzustoßen. Gelänge es, im Überraschungsangriff die Maas bei Sedan zu überschreiten, so könnten die deutschen Panzer-Divisionen durch das französische Hinterland bis zur Kanalküste vordringen. Alle in Nordfrankreich und Belgien stehenden alliierten Truppen wären dadurch in einem Kessel eingeschlossen. Der gleichzeitige Angriff der 16. Armee in Richtung Südwesten sollte die Flanke der vorgehenden Truppen zum Kanal decken und das Bilden einer neuen, geschlossenen Front der Alliierten schon in den Ansätzen zerschlagen. Ein solcher Abwehrriegel wäre in der zweiten Phase des Feldzuges nur schwer und unter hohen Verlusten zu durchbrechen gewesen.
Von Mansteins Plan barg jedoch ein erhebliches Risiko. Alles hing davon ab, dass der Gegner tatsächlich in die belgische Falle hineinmarschierte. Die Alliierten rechneten damit, dass die Deutschen wie schon 1914 nach dem Schema des Schlieffen-Plans angreifen würden. Deshalb erwarteten sie den feindlichen Schwerpunkt in Flandern. Im südlichen Frontabschnitt war Frankreich durch die Maginot-Linie geschützt. In der Mitte bildeten das bewaldete Hügelland der Ardennen und die Maas einen vermeintlichen doppelten natürlichen Sperrriegel. Doch genau durch dieses Gebiet sollte die Hauptstreitmacht der deutschen Panzer durchbrechen.
Dieser verblüffende Plan fand im Oberkommando des Heeres (OKH) zunächst kein Gehör. Der Generalstabschef Franz Halder hielt ihn wegen der für Panzer ungünstigen Ardennen für undurchführbar. Das Angriffsdatum wurde für den konventionellen Angriff nach dem Schlieffen-Plan auf den 17. Januar festgesetzt. Die deutschen Oberbefehlshaber trafen ihre Vorbereitungen, obwohl sie wussten, dass die Wehrmacht nur bedingt angriffsbereit war.

### Mechelen-Zwischenfall
Am 10. Januar 1940 wurde der gesamte (konventionelle) Plan jedoch durch den Mechelen-Zwischenfall hinfällig: Der Luftwaffenoffizier Major Helmut Reinberger wurde auf der Reise zu einer in Köln angesetzten Stabsbesprechung in Münster aufgehalten. Er nahm das Angebot an, in einer Kuriermaschine der Luftwaffe mitzufliegen, um sich die Fahrt mit dem Nachtschnellzug zu ersparen, obwohl er damit gegen einen eindeutigen Befehl Hermann Görings verstieß, Geheimsachen nicht auf dem Luftweg zu überbringen. Reinbergers Aktentasche enthielt den streng geheimen Plan für einen wichtigen Teil des deutschen Einfalls in Frankreich und die Niederlande.
Nach dem Start vom Flugplatz Münster-Loddenheide kam das Flugzeug vom Typ Messerschmitt Bf 108 im dichten Nebel durch Windversetzung vom Kurs ab und der Pilot überflog ohne es zu merken den Rhein, eine wichtige Orientierungslinie. Der Pilot, Major Erich Hoenmanns, sichtete schließlich einen Flusslauf, erkannte aber, dass es nicht der Rhein sein konnte. In der feuchten, eiskalten Luft vereisten die Tragflächen des Flugzeugs und der Vergaser, bis schließlich der Motor ausfiel. Hönmanns fand gerade noch rechtzeitig ein kleines Feld, auf dem er notlanden konnte. Unverletzt mussten die beiden Offiziere erkennen, dass sie die Maas überflogen hatten und in Belgien bei Vucht an der Maas (heute Maasmechelen), 80 Kilometer westlich von Köln, gelandet waren.
Reinberger wollte die Pläne verbrennen, wurde dabei aber von belgischen Gendarmen überrascht, die die Papiere retten konnten und sie an das belgische Militär weiterleiteten. Noch am selben Abend lagen die lesbaren Dokumente dem belgischen Generalstab vor, der sofort die Mobilmachung der belgischen Streitkräfte anordnete. Die Belgier übermittelten auch den französischen und britischen Armeen in Nordfrankreich eine Zusammenfassung des Inhalts der bei Reinberger gefundenen Unterlagen.

### Ausarbeitung des geänderten Plans
Dennoch hielt das OKH im Wesentlichen weiter an seiner Planung fest. Trotz Mansteins Versetzung zum Kommandierenden General des neu aufzustellenden XXXVIII. Armeekorps, erhielt Hitler über Major i. G. von Tresckow und dessen Freund Oberstleutnant Schmundt, dem Chefadjutanten Hitlers, allerdings selbst schließlich Kenntnis von dem Plan Mansteins und fand ihn so überzeugend, dass Halder nun den Auftrag bekam, ihn weiter auszuarbeiten. Danach sollte nun tatsächlich der deutsche Angriffsschwerpunkt in den Ardennen liegen, einem undurchdringlich erscheinenden bewaldeten Bergland im Grenzgebiet zwischen Belgien, Frankreich und Luxemburg. Mit einem Angriff dort hätten die Deutschen nicht nur das Überraschungsmoment auf ihrer Seite, hier war auch der am schwächsten verteidigte Abschnitt der französischen Grenze. Die deutschen Panzer würden die gegnerischen Stellungen relativ leicht überwinden, durch das Hinterland im Eiltempo bis zur Kanalküste vorstoßen und so die sich nördlich befindlichen britisch-französischen Hauptstreitkräfte von Frankreich abriegeln können. Die Luftwaffe sollte dabei feindlichen Widerstand mit gezielten eigenen Angriffen bekämpfen sowie durch Luftlandetruppen Brücken über die zahlreichen Flüsse erobern und sichern, um einen zügigen Vormarsch zu gewährleisten. Zusätzlich sollte entsprechend der alten Planung auch der Angriff auf Nordbelgien und die Niederlande durchgeführt werden, um die Alliierten damit zunächst nach Belgien hineinzulocken und sie dann im Zuge des neuen Hauptangriffs südlich umso leichter abzuriegeln. Der Gesamtplan bestand nun also praktisch aus zwei örtlich ganz verschiedenen und zeitlich etwas versetzten Großangriffen unter Einbeziehung der Reaktion des Gegners, der dabei vorwärts in die Falle laufen und rückwärts eingeschlossen werden sollte.
Mansteins Vorschlag wurde am 24. Februar 1940 offiziell als Grundlage der deutschen Angriffsplanung akzeptiert. Winston Churchill nannte diesen Plan später „Sichelschnitt“. Der Plan sah vor, mit der Heeresgruppe B die Niederlande, Belgien und Luxemburg ohne eigene Kriegserklärung anzugreifen (darunter 3 Panzer-Divisionen, 2 1/3 mot. Inf.-Div., 1 Kav.-Div.); Frankreich und Großbritannien hatten Deutschland bereits am 3. September 1939 den Krieg erklärt. Das Hauptgewicht der Offensive lag in den Ardennen bei der Heeresgruppe A mit Stoßrichtung nach Sedan (darunter 7 Panzer-Divisionen, 3¼ mot. Inf.-Div. + 1½ Reserve). Das Kräfteverhältnis der Wehrmacht lag hier nicht wie beim Schlieffen-Plan bei eins zu sieben (linke Flanke zu rechte Flanke), sondern eher umgekehrt (drei Heeresgruppe B zu fünf HGr A + Reserve aller Divisionsarten, zu zwei HGr C = stärkeres Zentrum). Die Heeresgruppe C stand am Westwall und am Rhein in der ersten Feldzugsphase in der Defensive. Nach dem Vormarsch sollten sich die Verbände leicht nach Norden in Richtung Amiens bewegen, um somit den Sichelschnitt einzuleiten. Der Erfolg dieser Operation war vorentscheidend für den weiteren Kriegsverlauf. Die Alliierten hatten es nicht für möglich gehalten, Panzerverbände durch das unwegsame Gelände der Ardennen zu führen.